# Juratzkaea incisa
Juratzkaea incisa är en bladmossart som beskrevs av Catcheside och Stone 1980. Juratzkaea incisa ingår i släktet Juratzkaea och familjen Stereophyllaceae. Inga underarter finns listade i Catalogue of Life.